# Prihodi
Prihodi (IPA: [pɾiˈxoːdi]) è un insediamento (naselje) di 97 abitanti, della municipalità di Jesenice nella regione statistica dell'Alta Carniola in Slovenia.